# Jorge García (calciatore 1986)
Jorge Adrián García Echeverría (Montevideo, 19 agosto 1986) è un ex calciatore uruguaiano, di ruolo centrocampista.

## Carriera

### Club
Formatosi nel Danubio, García vincerà con i bianconeri i campionati 2004 e 2006-2007.
Nel 2011 passa al Cerrito, mentre l'anno seguente viene ingaggiato dal Cerro. Nel 2013 passa al Villa Teresa.
La sua carriera viene interrotta dall'omicidio del padre. Processato nel 2014 viene dichiarato incapace di intendere e volere. Nel 2017 torna a giocare nella serie cadetta uruguaiana con l'Huracán.

### Nazionale
Nel 2006 veste la maglia della nazionale di calcio dell'Uruguay nella vittoria casalinga contro il Venezuela, subentrando nel secondo tempo a Gastón Filgueira.

## Palmarès
- Campionato uruguaiano: 2

Danubio: 2004, 2006-2007